# بورا کوستیچ
بورا کوستیچ (به سیریلیک صربی: Бopивoje Kocтић؛ ۱۴ ژوئن ۱۹۳۰ – ۱۰ ژانویهٔ ۲۰۱۱) بازیکن فوتبال صرب‌تبار اهل یوگسلاوی بود.
از جمله باشگاه‌هایی که وی در آن‌ها بازی کرده‌است، می‌توان به باشگاه فوتبال ستاره سرخ بلگراد، باشگاه فوتبال ویچنزا و باشگاه فوتبال آسکولی اشاره کرد.
وی همچنین در مسابقات کشوری و بین‌المللی در مجموع برندهٔ ۱ مدال طلا و ۱ مدال نقره شد.